# Ляпуново (Угловський район)
Ляпуно́во (рос. Ляпуново) — село у складі Угловського району Алтайського краю, Росія. Входить до складу Угловської сільської ради.

## Населення
Населення — 133 особи (2010; 174 у 2002).
Національний склад (станом на 2002 рік):
- росіяни — 91 %